# Stenocora
Stenocora é um género de libelinha da família Protoneuridae.
Este género contém as seguintes espécies:
- Stenocora percornuta